# Siegfried Mehnert
Siegfried Mehnert (ur. 3 marca 1963 w Schenkenbergu, obecnie Delitzsch) – niemiecki bokser, wicemistrz świata, dwukrotny mistrz Europy, olimpijczyk. Do czasu zjednoczenia Niemiec reprezentował Niemiecką Republikę Demokratyczną.
Zwyciężył w wadze lekkopółśredniej (do 63,5 kg) na mistrzostwach Europy juniorów w 1982 w Schwerinie. Startując w kategorii seniorów zdobył brązowy medal w tej samej wadze na mistrzostwach Europy w 1983 w Warnie, po  wygraniu dwóch walk i porażce z Mirko Puzoviciem z Jugosławii. Także na turnieju Przyjaźń-84, zorganizowanym w Hawanie dla bokserów z państw bojkotujących igrzyska olimpijskie w 1984 w Los Angeles zdobył brązowy medal w tej wadze, po przegranej w półfinale z Wiaczesławem Janowskim ze Związku Radzieckiego.
Zwyciężył w kategorii lekkopółśredniej na mistrzostwach Europy w 1985 w Budapeszcie po pokonaniu w półfinale Wiaczesława Janowskiego i w finale Imre Bacskaia z Węgier. Zajął 2. miejsce w tej kategorii w Pucharze Świata w 1985 w Seulu (w finale pokonał go Kim Ki-taek z Korei Południowej). Przegrał drugą  walkę na mistrzostwach świata w 1986 w Reno z późniejszym mistrzem Wasilijem Szyszowem z ZSRR.
Od 1987 startował w wadze półśredniej (do 67 kg). Zdobył w niej srebrny medal na mistrzostwach Europy w 1987 w Turynie po porażce w finale z Szyszowem. Zwyciężył w Pucharze Świata w 1987 w Belgradzie po wygranej w półfinale z przyszłym mistrzem olimpijskim Robertem Wangilą z Kenii i w finale z Juanem Carlosem Lemusem z Kubt.
Na igrzyskach olimpijskich w 1988 w Seulu po wygraniu dwóch walk przegrał z Koreańczykiem Songiem Gyeong-seopem.
Zwyciężył na mistrzostwach Europy w 1989 w Atenach po wygranej w finale z Bułgarem Borisławem Abadżiewem. Zdobył srebrny medal na mistrzostwach świata w 1989 w Moskwie po wygraniu trzech walk (w tym z Lemusem w eliminacjach i Władimirem Jereszczenko z ZSRR w półfinale) i porażce w finale z Franciscem Vaștagiem z Rumunii.
Był mistrzem NRD w wadze lekkopółśredniej w 1982 i 1983 oraz w wadze półśredniej w 1986 i 1988, a także wicemistrzem w wadze półśredniej w 1984 i 1987.
Nie przeszedł na zawodowstwo.